# Sokolniki (stanice metra v Moskvě)
Sokolniki (rusky Соко́льники) je stanice moskevského metra. Pojmenována je po Sokolničeském náměstí a Parku kultury a oddechu Sokolniki. Odsud lze přestoupit na stejnojmennou stanici na lince Bolšaja kolcevaja, na kterou je umožněn přestup díky dříve zakonzervovanému schodišti. Vzhledem k tomu, že tato stanice je památkově chráněna, jiné řešení nebylo možné.

## Charakter stanice
Stanice je hloubená, mělko založená (9 m pod povrchem), s ostrovním nástupištěm. Nachází se na Sokolničeské lince, v její severovýchodní části. Podzemní prostor je podpírán dvěma řadami sloupů, obložené jsou šedým mramorem; stěny za nástupištěm jsou obložené bílými dlaždicemi. Z prostředku nástupiště vychází po pevném schodišti jeden výstup, který končí v povrchovém vestibulu.

## Historický vývoj
Je součástí historicky nejstaršího úseku celého metra; v provozu je od 15. května 1935. Vystavěna byla během několika málo let; oficiálně stavební práce začaly sice v létě roku 1933, kopat se začalo ale až v březnu 1934. Samotná stanice tak vznikla v otevřené jámě a byla postavena během několika málo měsíců. V roce 1937 byl dokonce model stanice vystaven na světové výstavě v Paříži. Osvětlení bylo zajištěno kulovými lampami, ty byly postupem času vyměněny za zářivky. Celých 30 let po svém otevření plnila funkci konečné, a to do roku 1965, kdy byla Sokolničeská linka prodloužena do stanice Preobraženskaja ploščaď.